# Boulangeryt
Boulangeryt – minerał z gromady siarkosoli. Jest minerałem rozpowszechniony o wiele bardziej niż przypuszczano we wcześniejszych latach. Mianem sprężonej lub zgorzelinowej rudy określa się spilśnione masy antymonitu, boulangerytu, jamesonitu i innych minerałów. Można go znaleźć w większości rud ołowiu. Najstarsze znalezisko pochodzi z Molières we Francji. Znaleziono tam duże ilości krystalicznych skupień o włóknistym przełamie. Ładne kryształy spotykane są bardzo rzadko, najczęstsze są skupienia drobnoziarniste i włókniste, surowe zbite masy. 
Minerał ten został nazwany boulangerytem w 1837 na cześć francuskiego inżyniera górnictwa Charlesa Boulange'a (1810–1849).

## Występowanie
Boulangeryt powstaje w procesach  hydrotermalnych w niskich i średnich temperaturach, gdzie występuje wraz z jamesonitem, od którego jest go bardzo trudno odróżnić w makroskopowy sposób. Występuje tam również z siarczanami ołowiu, węglanami, siarczkami i kwarcem.
Na świecie jego ważniejsze złoża znajdują się w:
- Czechy – Přibram
- Francji – Molières
- Niemczech – góry Harzu i Saksonia
- Rosja – góry Ural
- Szwecji – Boliden
- Ukraina – Donieck

W Polsce występuje w okolicach Wałbrzycha, Chełmca oraz Jawora.